# ساتشيكو موراكامي
ساتشيكو موراكامي (بالإنجليزية: Sachiko Murakami)‏ (1980، فانكوفر في كندا)؛ كاتِبة وشاعرة كندية.